# Görner (Familie)
Die Künstlerfamilie Görner bestand bzw. besteht aus folgenden Personen:
- Carl August Görner (1806–1884), deutscher Schauspieler und Bühnendichter ⚭ Friederike Tomasini (1810–1886), italienische Sängerin. Von ihren fünf Kindern arbeiteten zwei als Schauspieler:
  - Max Görner (1830?-?), deutscher Schauspieler
  - Georg Görner (1845–1916), deutscher Schauspieler
- Christine Görner (1930–2024), deutsche Sängerin und Schauspielerin, Urenkelin von Carl August und Friederike Görner